# Raghunathchak
Raghunathchak é uma vila no distrito de Barddhaman, no estado indiano de Bengala Ocidental.

## Demografia
Segundo o censo de 2001, Raghunathchak tinha uma população de 5477 habitantes. Os indivíduos do sexo masculino constituem 54% da população e os do sexo feminino 46%. Raghunathchak tem uma taxa de literacia de 61%, superior à média nacional de 59,5%: a literacia no sexo masculino é de 69% e no sexo feminino é de 52%. Em Raghunathchak, 13% da população está abaixo dos 6 anos de idade.